# Andaleh Baruh Bukik
Andaleh Baruh Bukik is een bestuurslaag in het regentschap Tanah Datar van de provincie West-Sumatra, Indonesië. Andaleh Baruh Bukik telt 4507 inwoners (volkstelling 2010).